# Sympherobius parvus
Sympherobius parvus är en insektsart som först beskrevs av Krüger 1922.  Sympherobius parvus ingår i släktet Sympherobius och familjen florsländor. Inga underarter finns listade i Catalogue of Life.